# Piencourt
Piencourt ist eine französische Gemeinde mit 169 Einwohnern (Stand: 1. Januar 2022) im Département Eure in der Region Normandie (vor 2016 Haute-Normandie). Sie gehört zum Arrondissement Bernay und zum Kanton Beuzeville. Die Einwohner werden Piencourtais genannt.

## Geografie
Piencourt liegt etwa 25 Kilometer nordwestlich von Bernay in der Landschaft Lieuvin. Die Paquine begrenzt die Gemeinde im Süden. Umgeben wird Piencourt von den Nachbargemeinden Asnières im Norden, Bailleul-la-Vallée im Norden und Nordosten, Fontaine-la-Louvet im Osten, Les Places im Südosten, L’Hôtellerie im Süden, Marolles im Südwesten sowie Fumichon im Westen.

## Bevölkerungsentwicklung
| Jahr                       | 1962 | 1968 | 1975 | 1982 | 1990 | 1999 | 2006 | 2013 | 2020 |
| Einwohner                  | 185  | 173  | 160  | 134  | 156  | 147  | 143  | 161  | 166  |
| Quellen: Cassini und INSEE |      |      |      |      |      |      |      |      |      |

## Sehenswürdigkeiten
- Kirche Saint-Saturnin aus dem 15. Jahrhundert
- Herrenhaus von 1502

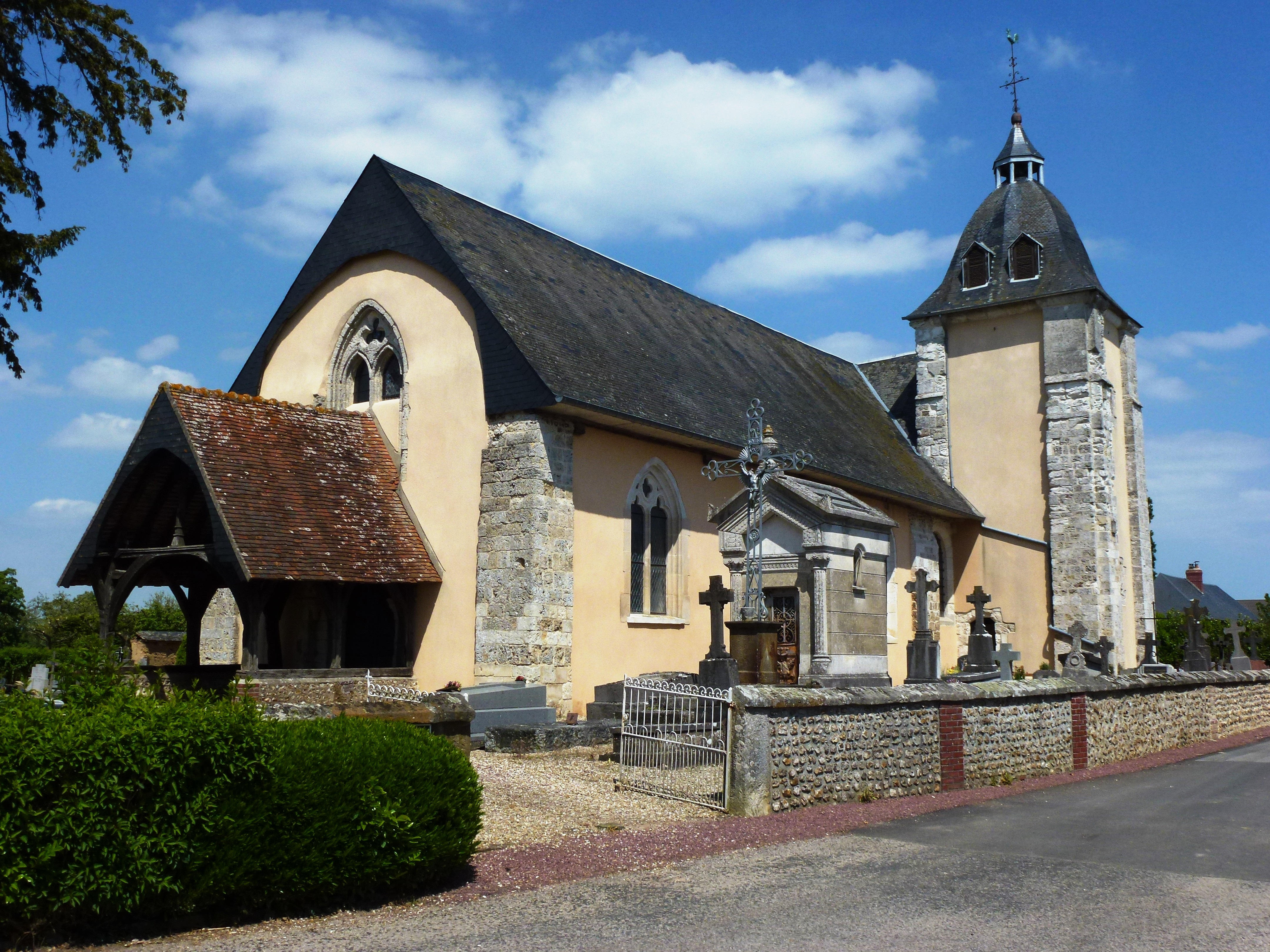
Kirche Saint-Saturnin
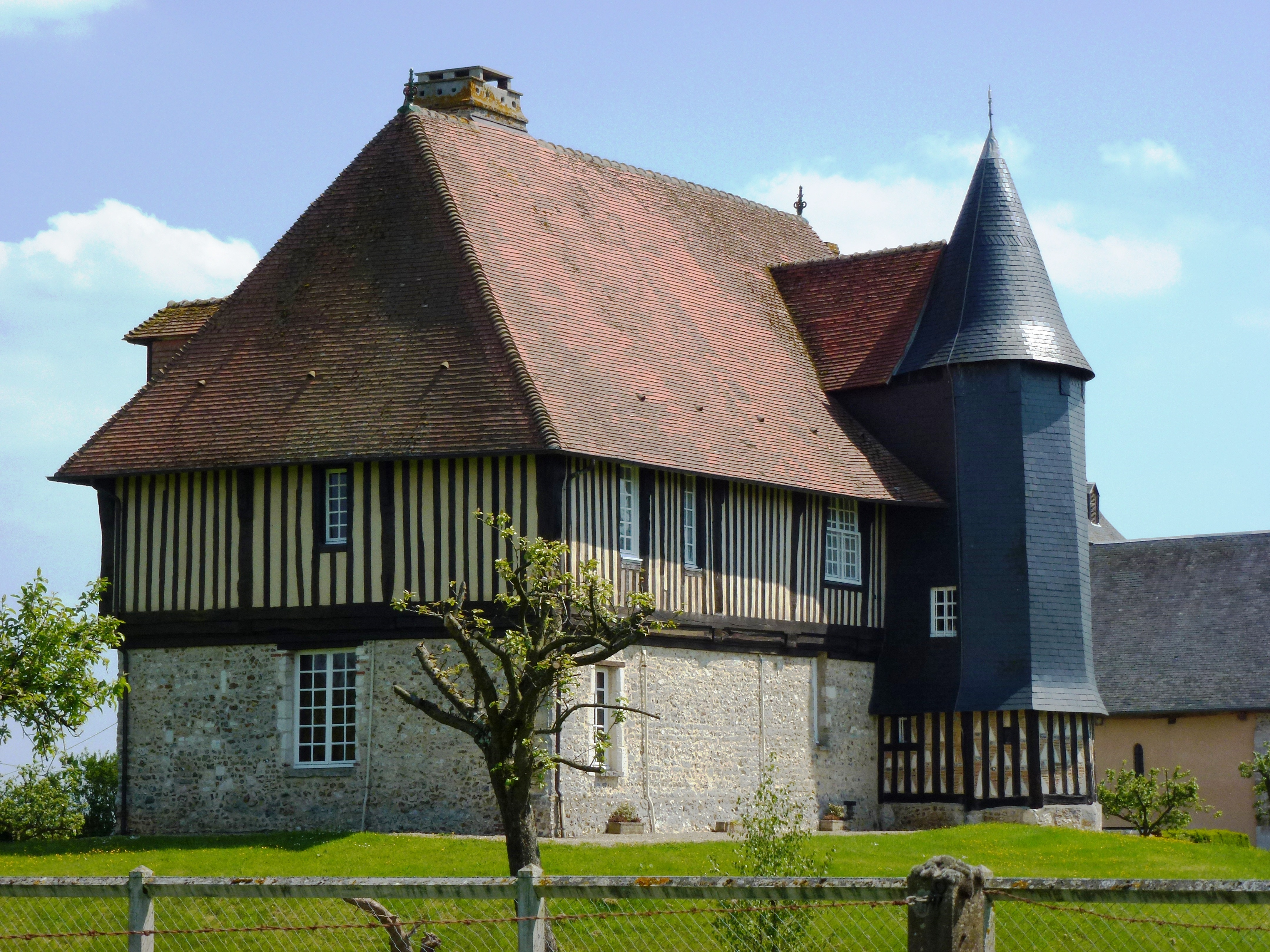
Herrenhaus
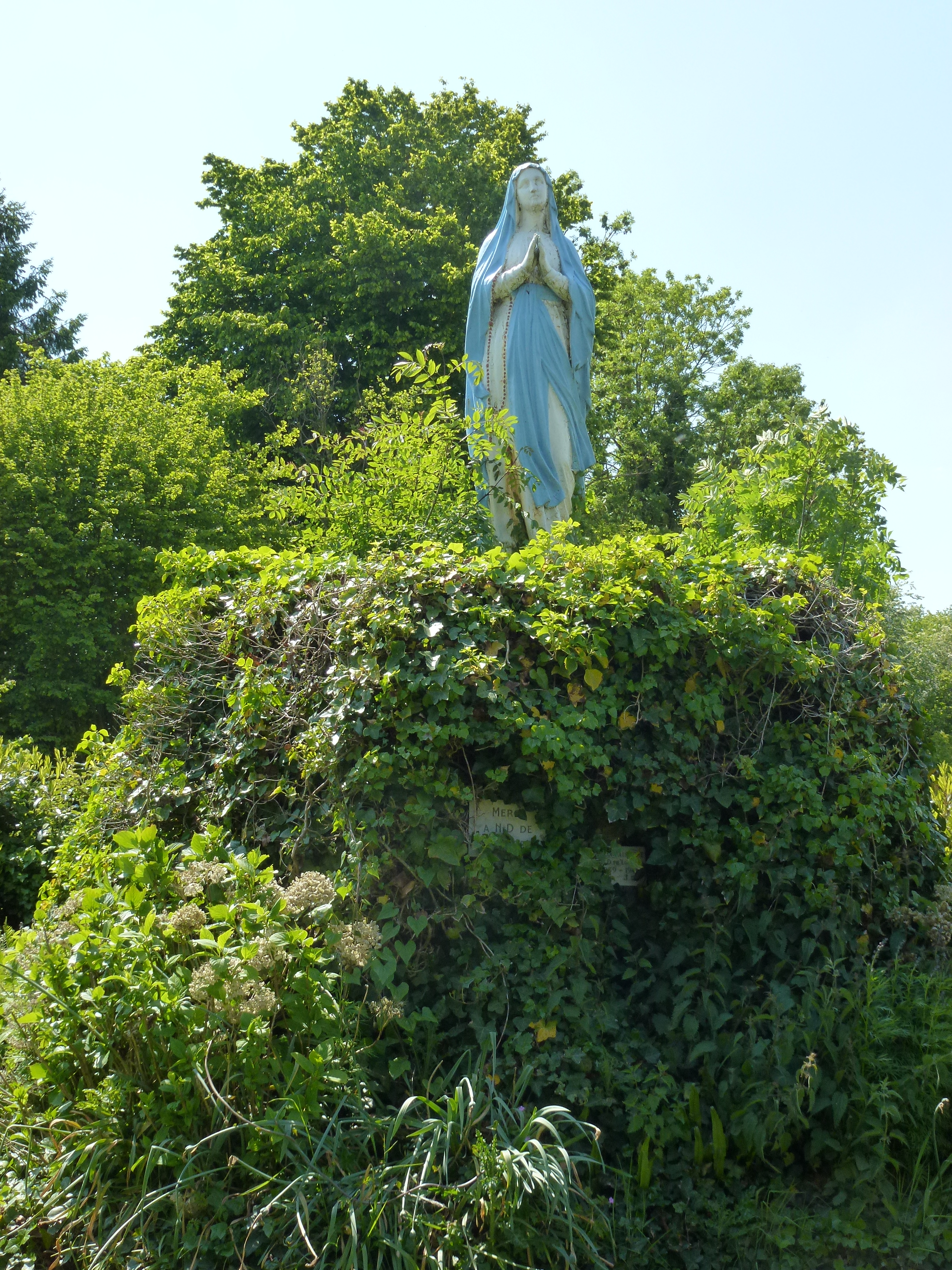
Marienstatue
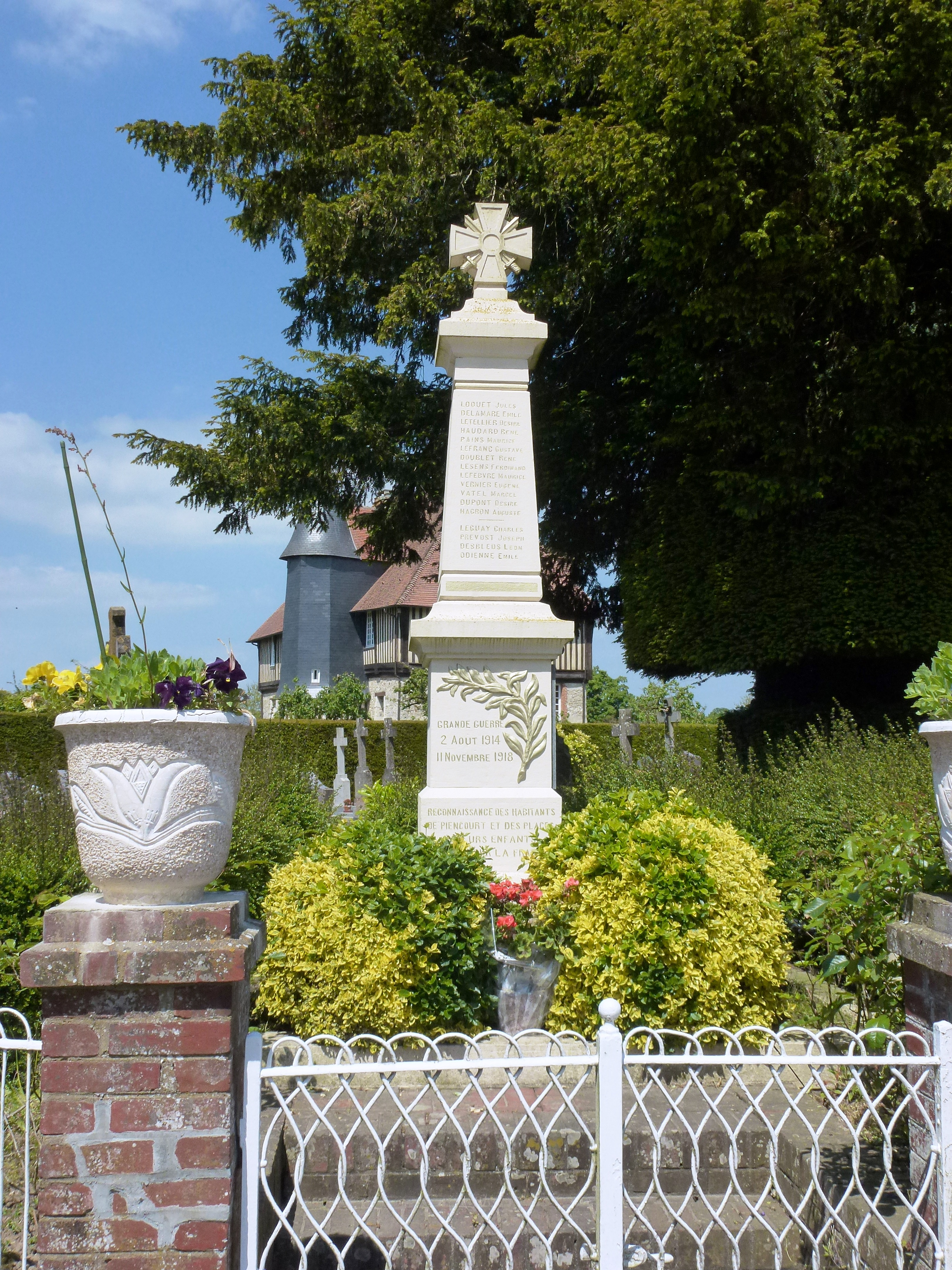
Gefallenendenkmal